# 七野智秀
七野 智秀（しちの ともひで、1981年4月16日 - ）は、兵庫県加古川市出身の元プロ野球選手（内野手）。

## 来歴
小学生の時に播磨リトルに入り、播磨シニアでは世界大会にも出場した。
PL学園高時代は高校通算14本塁打を記録し、監督の中村順司からは｢飛距離は清原和博に匹敵する｣といわれた。2年秋の大阪府大会5回戦の履正社高校戦で万博記念公園野球場の右中間外野席にあるスコアボードを直撃するホームラン(推定飛距離140m)を打っている。
1999年度ドラフト会議で横浜に6位指名され、同じく1位で指名されたPL学園同期の田中一徳と共に入団。
プロでも強打の一塁手として二軍では長打力を発揮し、コンスタントに二桁本塁打を記録していた。イースタン・リーグ1イニング最多打点（7打点）および最多本塁打（2本）の記録を持っている。しかし三振が多く、打率は最高でも2割台半ばと確実性に欠けていた（2002年にはイースタン・リーグの最多三振を記録している）。2002年に若手起用の一環で一軍で積極的に起用されたが、本塁打を1本放つことは出来たものの、1割未満の打率に終わった。また、守備位置も限定されており、本職の一塁守備も荒かった。
2004年シーズン終了後に戦力外通告を受け退団。社会人野球のJFE東日本へ入部する。
JFE東日本では4番を打つこともあったが、2007年シーズン開始直後に退部した。

## 人物
やくみつるに非常に買われており、ほとんど実績を残していなかった七野を、自身の作品の中にも登場させている。七野が戦力外になった2004年、やくは週刊ベースボール内の自身の連載で、七野・加藤伸一らその年に戦力外になった選手を集めて「新球団・日本トライアウツを結成しよう」という内容の漫画を描いた（ちょうど球団合併、新規参入が話題になっていたときの話である）。
横浜時代に付けていた背番号「77」は、苗字の七野に引っ掛けている。

## 詳細情報

### 年度別打撃成績
| 年 度     | 球 団     | 試 合 | 打 席 | 打 数 | 得 点 | 安 打 | 二 塁 打 | 三 塁 打 | 本 塁 打 | 塁 打 | 打 点 | 盗 塁 | 盗 塁 死 | 犠 打 | 犠 飛 | 四 球 | 敬 遠 | 死 球 | 三 振 | 併 殺 打 | 打 率 | 出 塁 率 | 長 打 率 | O P S |
| --------- | --------- | ----- | ----- | ----- | ----- | ----- | -------- | -------- | -------- | ----- | ----- | ----- | -------- | ----- | ----- | ----- | ----- | ----- | ----- | -------- | ----- | -------- | -------- | ----- |
| 2001      | 横浜      | 3     | 6     | 5     | 0     | 0     | 0        | 0        | 0        | 0     | 0     | 0     | 0        | 0     | 0     | 1     | 0     | 0     | 2     | 0        | .000  | .167     | .000     | .167  |
| 2002      | 横浜      | 24    | 33    | 31    | 6     | 3     | 0        | 1        | 1        | 8     | 1     | 0     | 0        | 0     | 0     | 2     | 0     | 0     | 7     | 0        | .097  | .152     | .258     | .410  |
| 通算：2年 | 通算：2年 | 27    | 39    | 36    | 6     | 3     | 0        | 1        | 1        | 8     | 1     | 0     | 0        | 0     | 0     | 3     | 0     | 0     | 9     | 0        | .083  | .154     | .222     | .376  |

### 記録
- 初出場：2001年7月19日、対中日ドラゴンズ19回戦（ナゴヤドーム）、9回表にデーブ・ドスターの代打で出場
- 初打席：同上、9回表にエディ・ギャラードの前に空振り三振
- 初先発出場：2001年10月2日、対中日ドラゴンズ26回戦（ナゴヤドーム）、7番・一塁手で先発出場
- 初安打：2002年10月2日、対広島東洋カープ25回戦（広島市民球場）、8回表に苫米地鉄人から右前安打
- 初本塁打：2002年10月6日、対中日ドラゴンズ28回戦（横浜スタジアム）、4回裏にドミンゴ・グスマンの代打で出場、小山伸一郎から右越ソロ

### 背番号
- 77 （2000年 - 2004年）